# Crocus alatavicus
Crocus alatavicus là một loài thực vật có hoa trong họ Diên vĩ. Loài này được Regel & Semen. miêu tả khoa học đầu tiên năm 1868.